# 何子朗
何子朗（?—?），字世明，东海郡郯县（今山东省郯城县）人，南朝梁政治人物。
何子朗年轻时有才思，善于清谈。周舍每每与他交谈，服其精理。与何思澄、何逊都有文名，时称“东海三何，子朗最多”。曾经写下《败冢赋》，仿照庄周马棰，文辞典丽。世人称他：“人中爽爽何子朗。”官至员外散骑侍郎，出为国山县令，卒年二十四岁。有文集行世。